# Sichtdreieck
Sichtdreieck bedeutet das Sichtfeld, das ein Verkehrsteilnehmer zur Verfügung haben muss, wenn er von einer untergeordneten in eine übergeordnete Straße einbiegen will. 
Für das Einbiegen benötigt er eine gewisse Zeitspanne. Die Strecke, die Fahrzeuge auf der bevorrechtigten Straße innerhalb dieser Zeit zurücklegen können, muss in beide Richtungen frei überschaubar sein. Vom Standpunkt des Verkehrsteilnehmers auf der untergeordneten Straße ergibt sich bei geradem Straßenverlauf durch diese Wegstrecken von seinem eigenen Standort aus ein dreieckiges Sichtfeld.
Die Verdeckung des Sichtdreiecks durch parkende Fahrzeuge, Gartenzäune, Hecken oder ähnliches erschwert daher das Einbiegen und gefährdet die Straßenverkehrssicherheit.
Vorgaben für die Berechnungen zur Gestaltung von Sichtdreiecken, insbesondere die erforderlichen Schenkellängen enthalten die Richtlinien für die Anlage von Stadtstraßen – RAST 06 sowie die Richtlinien für die Anlage von Landstraßen – RAL. Mehrere Stadtordnungen nehmen darauf Bezug. Für die Einhaltung dieser Vorgaben ist der Straßenbaulastträger, dessen Straße einmündet, verantwortlich.
Sichtdreiecke spielen auch bei der Gestaltung von Bahnübergängen eine wesentliche Rolle.